# Janez Ferbar
Janez Ferbar, slovenski fizik in  didaktik fizike,   *  22. oktober 1939, Smlednik,  † 22. december 2000, Ljubljana.

## Fizik
Kot profesor didaktike fizike je bil zaposlen na Univerzi v Ljubljani. Posebej se je specializiral za termodinamiko (z magisterijem o Nernstovem zakonu), njegov doktorat pa ima naslov Pojem fotona v pouku kvantne mehanike.  
Najbolj je poznan po svojih učbenikih fizike za osnovno šolo, prispevkih o didaktiki naravoslovja na razredni stopnji in svojem prizadevanju za »nemirno« fiziko, tako imenovanim Karlsrujskim tečajem fizike.

## Didaktik fizike
Janez Ferbar je bil pionir zgodnjega uvajanja naravoslovja v osnovne šole. Utemeljil je vlogo fizike kot osnovnega predmeta v začetnem naravoslovju.
Za svoje delo je kot eden prvih leta 1971 je prejel priznanje DMFA Slovenije.